# Schauenstein
Schauenstein település Németországban, azon belül Bajorországban. Lakosainak száma 1899 fő (2023. december 31.).

## Népesség
A település népessége az elmúlt években az alábbi módon változott:
| Lakosok száma | 1284 | 1879 | 2105 | 2337 | 2024 | 2008 | 1925 | 1918 | 1902 | 1899 |
|               | 1875 | 1950 | 1975 | 1987 | 2012 | 2014 | 2016 | 2017 | 2021 | 2023 |